# Canevaworld
Canevaworld Resort è un polo d'intrattenimento situato a Lazise sul lago di Garda, in provincia di Verona. È composto da un parco acquatico, un parco tematico, tre ristoranti a tema e un tiki bar.

## Storia

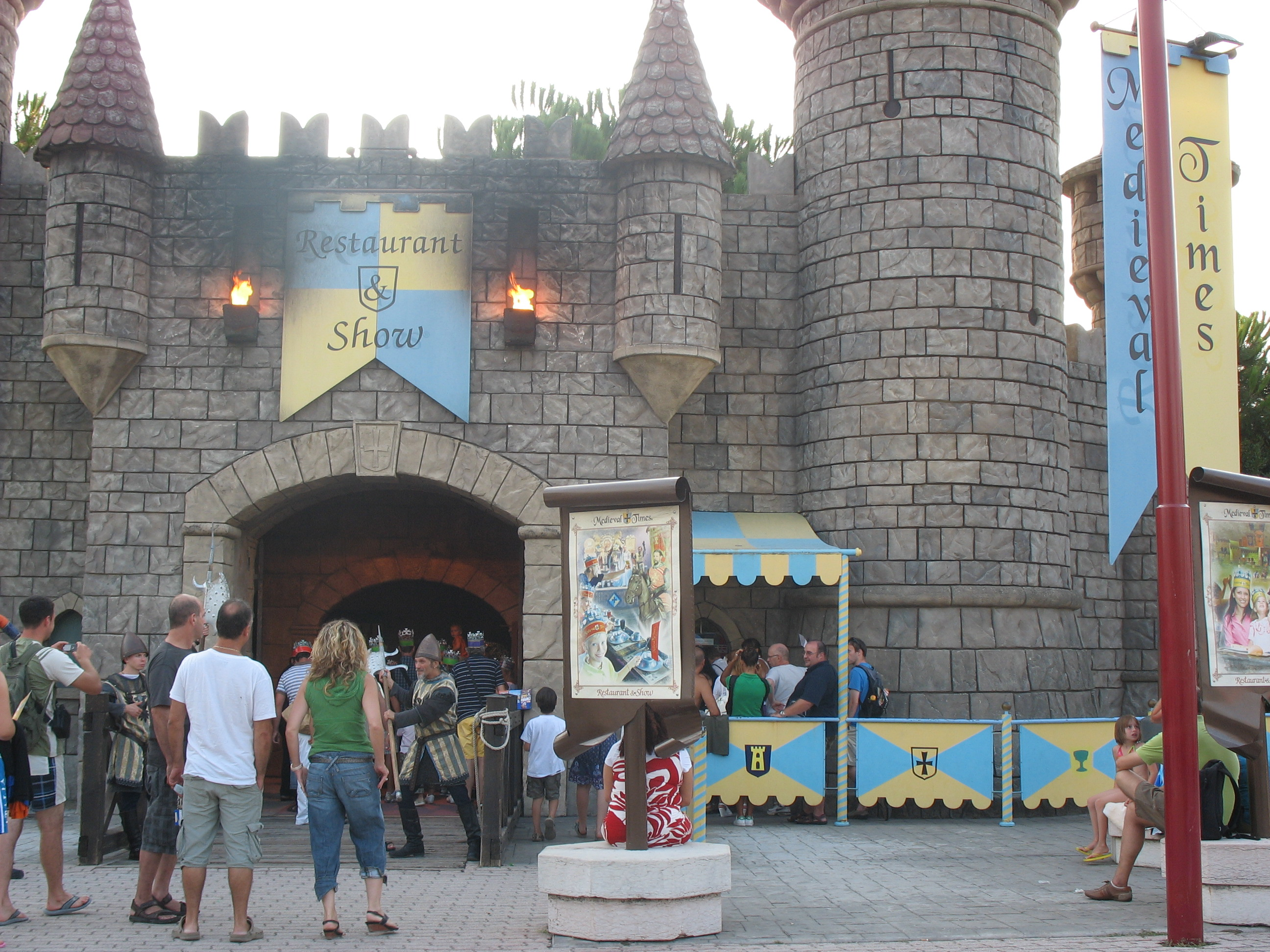
L'ingresso del Medieval Times

La struttura nasce, negli anni sessanta, con l'apertura di una sala da ballo e la costruzione di impianti sportivi. Nella prima metà degli anni ottanta, la struttura inizia a evolvere nella forma di un vero parco divertimento. A seguito dell'introduzione dell'acquascivolo infatti, viene aperta al pubblico una struttura che presenta una serie di piscine nelle quali approdano percorsi di acquascivoli di forma diversa. Viene realizzata anche una piscina ad onde. Nel 2002 viene realizzato, in un'area adiacente, il "MisterMovie Studios" rinominato più volte, da "Movie Studios" a "Movieland Studios", ora "Movieland Park", parco divertimenti dedicato alle grandi produzioni hollywoodiane, ispirato alle corrispondenti strutture degli Universal Studios.

## Struttura
Il complesso si compone di sei zone: 
| Struttura | Breve descrizione                                                           | Tipologia             | Foto |
| --- | --------------------------------------------------------------------------- | --------------------- | ---- |
| Movieland - The Hollywood Park (già Mister Movie Studios, Movie Studios, Movieland Studios, Parco studio e Movieland Park) | Parco divertimenti a tema cinematografico                                   | Parco tematico        |      |
| Caneva - The Aquapark (già Caneva Sport, Il mondo di Caneva, Aqua Paradise, Movieland Aquastudios e Parco Aqua)            | Parco acquatico con ambientazione di un'isola tropicale                     | Parco acquatico       |      |
| Medieval Times | Spettacolo riproducente un torneo medievale, e banchetto per gli spettatori | Ristorante-spettacolo |      |
| Rock Star Restaurant (già Rock Star café)                                                                                  | Ristorante con cucina statunitense e arredamento in stile anni cinquanta    | Ristorante            |      |
| Safari Pizza | Pizzeria per famiglie tematizzata a tema giungla                            | Pizzeria              |      |
| Margaritas Cocktail Bar e Spritz&Spirits                                                                                   | Tiki bar in stile caraibico e Drink Truck                                   | Drink point           |      |

## Movieland Park

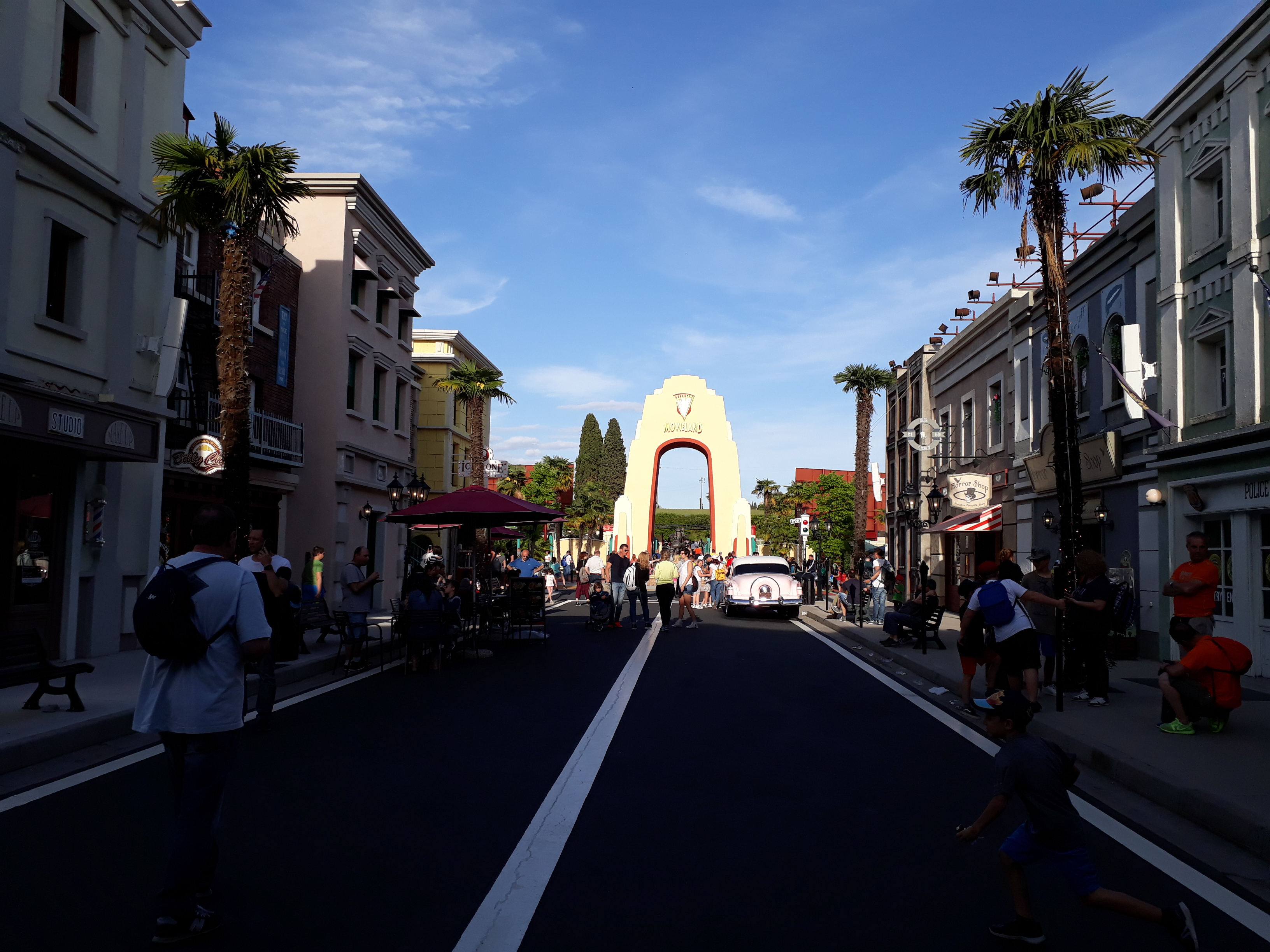
Main Street di Movieland

Movieland è un parco tematico inaugurato nel 2002, è il secondo parco italiano dedicato al mondo del cinema per numero di attrazioni ed estensione dopo Cinecittà World, riprendendo l'idea degli Universal Studios e adattandola al pubblico italiano. Propone diverse attrazioni e spettacoli, che ricostruiscono scene e ambientazioni di film famosi o fittizi e che spesso sono ideate e realizzate dallo staff del parco, talvolta recuperando le componenti meccaniche da altri parchi. Si estende su una superficie di circa 100000 m².

## Medieval Times
Nell'area di Canevaworld è presente anche una sorta di castello conducente ad un'arena sotterranea, nella quale si tiene quotidianamente la rivisitazione di un torneo medievale, chiamata Medieval Times, in cui gli spettatori, dopo essere stati assegnati in parti uguali alle 4 casate dei cavalieri contendenti tramite corone di cartone rappresentanti le casate in questione, possono assistere alla riproduzione del torneo, dove i 4 cavalieri (Edoardo di Vallacchia, Ariberto di Pomeronia, Goffredo di Renania e Guglielmo di Manrovia) lottano per la mano di una principessa (la figlia del Re Astolfo di Ruritania) e contemporaneamente gustarsi una sorta di cena medievale, da consumarsi rigorosamente con le mani (come da tradizione medievale).

## Caneva Aquapark

### Attrazioni
| Nome attrazione | Caratteristiche |
| --------------- | --- |
| Stukas Boom     | Scivolo alto 32 metri a due corsie, con partenza da botola, da fare a corpo libero.                                                               |
| Kamika          | Scivolo a due corsie posizionato su un vulcano, da fare a corpo libero.                                                                           |
| Water Jump      | Scivolo a due corsie, inizialmente al coperto e successivamente all'esterno, con trampolino e salto nel vuoto in piscina, da fare a corpo libero. |
| Twin Peaks      | Scivolo a corsia unica con discesa e risalita, da fare con gommone biposto.                                                                       |
| Black Hole 2    | Scivolo a due corsie parzialmente sotto terra al chiuso, da fare con gommone monoposto.                                                           |
| Crazy River     | Scivolo a 10 vasche con vortici da superare, da fare con gommone monoposto.                                                                       |
| SuperSplash     | Scivolo a 2 corsie con tematica in stile Aeroporto. Un lancio con dei tappetini e un salto nel vuoto.                                             |
| Tri-splash      | Classico serpentone a tre corsie con curve uguali, da fare a corpo libero.                                                                        |
| Typhoon         | Scivolo a cinque corsie molto larghe con arrivo in una piscina a fondo basso, da fare a corpo libero.                                             |
| Mini Black      | Classico serpentone a 2 corsie ognuna con percorsi diversi al chiuso per bambini, da fare a corpo libero                                          |
| Oasi Coral Bay  | Ricostruzione di una piccola baia con spiaggia di sabbia bianca.                                                                                  |
| Pirates Lagoon  | Piscina adatta ai più piccoli con scivoli e velieri pirata.                                                                                       |
| Lazy River      | Rilassante giro su un fiume lento con mulinelli e cascatelle d'acqua, da fare con gommone monoposto.                                              |
| Blue Lake       | Piscina. |
| Shark Bay       | Piscina a onde con spiaggia di sabbia bianca. |
| Frozen Bob      | Area a tema artico contenente 7 acqua-scivoli fortemente tematizzati, da fare con tappetino.                                                      |